# Dornier
 (septembre 2018).
Si vous disposez d'ouvrages ou d'articles de référence ou si vous connaissez des sites web de qualité traitant du thème abordé ici, merci de compléter l'article en donnant les références utiles à sa vérifiabilité et en les liant à la section « Notes et références ».
Pour les articles homonymes, voir Dornier (homonymie).

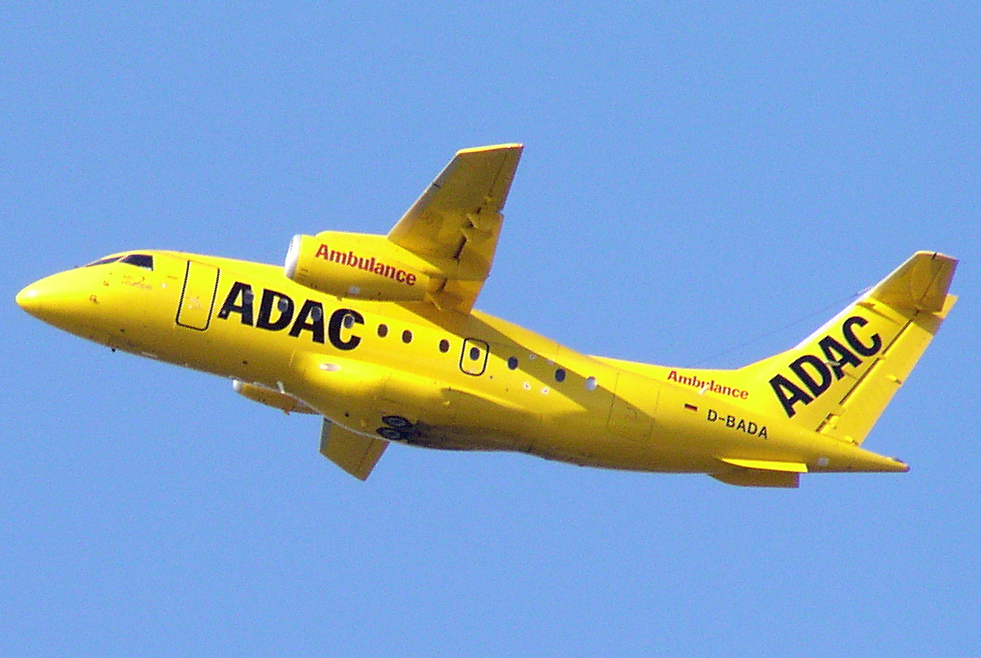
Le dernier Dornier, le Dornier 328

La société Dornier (Dornier Flugzeugwerke) est une entreprise allemande de construction aéronautique.

## Création et premiers succès
La société a été créée par le pionnier de l'aviation Claude Dornier (1884-1969) en 1922.
Fils de Dauphin-Désiré Dornier, un Français né en 1845 en Isère et fixé en Allemagne par son mariage avec la Bavaroise Mathilde Buck, Claudius Dornier naît à Kempten im Allgäu en Bavière où il grandit et fait sa scolarité. Passionné de technique, il poursuit ses études à Munich et sort diplômé en 1907 de l'Université technique de Munich. Il est naturalisé allemand en 1913.
Pour pouvoir contourner les restrictions du traité de Versailles, il fonda tout d'abord un chantier en Italie à Marina di Pisa où furent construits les célèbres hydravions Wal exportés dans le monde entier.

### Le Do X, le bateau volant
Pendant l’entre-deux-guerres, Dornier acquit la célébrité en fabriquant les hydravions à coque assurant les liaisons transatlantiques. Le plus impressionnant d'entre eux fut sans conteste le « bateau volant » Do X. Le Dornier Do X, équipé de douze moteurs à hélice accouplés par paires, a été le plus grand avion d'avant la Seconde Guerre mondiale.
Les hydravions à coque entièrement métalliques de la série Wal (baleine) ainsi que leur successeur, le Do 18 et le quadrimoteur Do 26 ouvrirent les premières lignes transatlantiques (Sud et Nord) assurant le transport de passagers et de courrier.
Après la sortie du Do 24, Dornier créa le Do 26, un hydravion au concept de moteurs basculants révolutionnaire et aux flotteurs rétractables, de manière à améliorer l'aérodynamisme, point noir des hydravions.

## La Seconde Guerre mondiale
Au début du conflit, les six Do 26 existant furent équipés d'un armement et utilisés par la Luftwaffe comme appareils de transport et de patrouille maritime. Du point de vue de la quantité, ce sont surtout les Do 18 (en version Luftwaffe) équipés de deux moteurs Diesel en tandem qui furent utilisés dès le début de la Guerre en septembre 1939, essentiellement pour effectuer des vols de reconnaissance au-dessus de la mer du Nord avant d'être remplacés par des BV 138 trimoteurs. Signé avant-guerre, la fabrication sous licence du trimoteur Do 24 pour le compte des garde-côtes hollandais (Marine Luchtvaartdienst) continua pendant la guerre pour la Luftwaffe, après l'invasion et l'occupation des Pays-Bas. Cet hydravion à coque (premier vol en 1937) qui tenait particulièrement bien la mer avait été conçu pour les liaisons avec les colonies en Asie du Sud-Est. La Luftwaffe reçut un total de 217 appareils de ce type. Cet avion devint le véhicule le plus important des escadrilles de secours en mer (Seenotstaffeln) sur les côtes des pays européens occupés par les armées du IIIe Reich. Sa production fut également imposée en France occupée à la CAMS, division de la SNCAN, et continua après-guerre, équipant la Marine française. 
Il créera aussi la famille des Do 17, appareil au fuselage si fin qu'il fut surnommé le "crayon volant", initialement bombardier mais qui fut également mis en œuvre comme chasseur de nuit (variantes Do 215 et Do 217). La conception de son modèle d'origine avait été commandée dès 1932/1933 sous la désignation de code « avion de transport commercial rapide » (Schnellverkehrsflugzeug) par la direction des approvisionnements de l’armée de Terre (Heereswaffenamt).

### Le Do 335, l'avion à hélice le plus rapide du monde
Dornier développa, vers la fin du conflit, un bimoteur original destiné à être un chasseur lourd rapide, le Do 335, appareil à moteurs placés en configuration push-pull (une hélice tractrice conventionnelle à l'avant plus une hélice propulsive derrière l'empennage), à train tricycle et, chose nouvelle pour l'époque, à siège éjectable. 
Ce chasseur polyvalent lourd qui avait fait son premier vol en 1943 et était l'avion à moteur à pistons de série le plus rapide du monde (765 km/h) ne prit pas part au conflit de manière active, car jamais mis au point, trop complexe (voir, dans Le Grand Cirque de Pierre Clostermann, la description de sa rencontre avec cet appareil). Mais rien ne prouve ces dires. Le dernier exemplaire existant, capturé par les troupes américaines, avait été rapatrié chez Dornier en 1974 pour y être restauré et était resté exposé au Deutsches Museum de Munich plusieurs années avant de reprendre le chemin des États-Unis.

## L'après-guerre

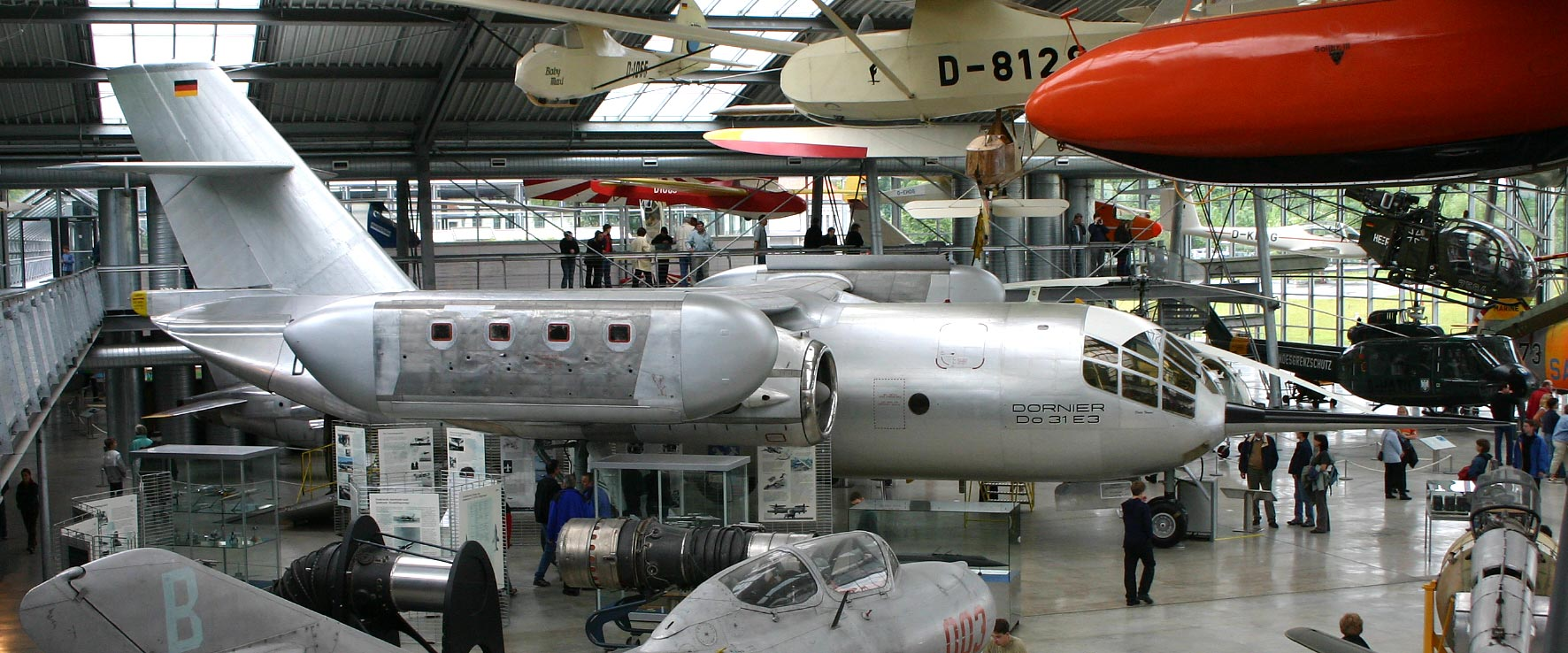
Le Do 31 ADAV

Dornier, qui faisait partie du cercle des principaux producteurs d’armement (voir Wehrwirtschaftsführer), fut jugé « non coupable » (unbelastet) lors de la dénazification qui suivit la capitulation mais il faisait malgré tout face à la faillite, son usine de Manzell / Friedrichshafen au bord du Lac de Constance étant entièrement détruite. La construction aéronautique étant en outre interdite dans l’Allemagne d’après-guerre, Dornier alla s’installer à Zoug en Suisse et fit fabriquer ses avions en Espagne.
La fabrication en Allemagne reprit à Lindau et Immenstaad am Bodensee près du Lac de Constance ainsi qu’à Oberpfaffenhofen et Neuaubing près de Munich. Des métiers à tisser et autres machines destinées à l’industrie du tissu furent développées à Lindau et bientôt exportés dans le monde entier. L’usine de Langenargen fabriqua des produits métalliques légers (profilés et échelles). Les autres usines se consacrèrent à la construction aéronautique.
Grâce à ses appareils de type ADAC et ADAV, Dornier put reprendre pied sur le marché lors de la remilitarisation de l’Allemagne de l’Ouest (RFA) en 1956. Les grandes étapes de la reprise furent le Do 27 (1956), le Do 28 Skyservant (1960) et le Do 31 (1962).
Claude Dornier se retira de l’entreprise en 1962. Celle-ci fut reprise par les héritiers et dirigée par ses fils. Les directeurs suivants n'appartenaient plus à la famille (Dr Schmidt et Dr Schäfer).
Par la suite Dornier développa le court-courrier à hélice Dornier 228 puis le biréacteur Dornier 328.
On citera aussi les appareils construits en coopération internationale comme le Breguet Atlantic, les Boeing E-3 Sentry d’alerte avancée (AWACS) de l’OTAN, l’Alpha Jet (en coopération avec Dassault Aviation en 1973 et appelé A 63 dans la version argentine), le Bell UH-1D, le Sikorsky CH-53 (dont le successeur sera, à terme, le projet HTH -Heavy Transport Helicopter- pour lequel Eurocopter soumet une offre).

## Reprises: Fairchild et Ruag
Dornier a été rachetée par Daimler-Benz AG en 1985 puis revendue à l'américain Fairchild en 1996.
Les projets d’expansion de Fairchild Dornier ne se réalisèrent cependant pas. Les projets Dornier Do 728 (en) et 928 (qui devaient faire concurrence à Bombardier et Embraer) étaient certes modernes et la Lufthansa avait passé une commande de 60 appareils de type 728 mais, lorsqu’il apparut fin 2001 que les coûts et la durée du développement augmenteraient trop, les actionnaires de l’époque (Clayton, Dubilier & Rice, CBR) refusèrent de s’engager plus avant financièrement.
Fairchild se déclara en faillite en 2002.
Le seul 728 construit n’a jamais volé et est utilisé à des fins de recherche par le centre de recherche aérospatial allemand DLR.
La société suisse RUAG se porta alors acquéreur de certaines branches de l’ancien groupe industriel, notamment la fabrication d’éléments d’Airbus et les activités de maintenance. En outre, RUAG acheta les droits sur le Dornier 228. La demande reprenant sur le marché pour ce type d’avions, RUAG décide, en décembre 2007, de relancer la production d’une version modernisée (nouveau poste de pilotage et hélices plus silencieuses). La production d’environ 10 à 20 Dornier 228 par an se répartirait pour un tiers en appareils de remplacement au profit d’anciens clients dont les avions arrivent en fin de potentiel, un tiers pour de nouveaux clients et le reste pour des applications spéciales comme la protection de l’environnement, la recherche et la surveillance des mers. Les premières commandes sont passées en 2008 par l'opérateur japonais New Central Airservice et les premières livraisons ont lieu en septembre 2010.
La société indienne Hindustan Aeronautics (HAL) avait elle aussi acquis les droits de fabrication sous licence du Dornier 228 en 1986 et en fabrique pour le marché local. Un total de 270 avions a été construit jusqu’à présent (fin 2000) dont environ 190 exemplaires volent encore.

## Liste des avions et hélicoptères Dornier
| Avant 1930 | De 1930 à 1945 | De 1945 à aujourd'hui |
| --- | --- | --- |
| - Dornier Do A Libelle I et II - Dornier Do H Falke - Dornier Do J Wal - Dornier Do Y - Dornier Do P - Dornier Do X | - Dornier Do 10 - Dornier Do 11 - Dornier Do 12 - Dornier Do 13 - Dornier Do 14 - Dornier Do 15 - Dornier Do 16 - Dornier Do 17 - Dornier Do 18 - Dornier Do 19 - Dornier Do 22 - Dornier Do 23 - Dornier Do 24 - Dornier Do 26 (hydravion long courrier) - Dornier Do 212 (en) - Dornier Do 214 - Dornier Do 215 - Dornier Do 216 - Dornier Do 217 - Dornier Do 317 - Dornier Do 335 Pfeil | - Dornier Do 25 - Dornier Do 27 - Dornier Do 28 Sky servant - Dornier Do 29 - Dornier Do 31 - Dornier Do 32 (hélicoptère ultra-léger) - Alpha Jet (en coopération avec Dassault) - Dornier Do 128 - Dornier Do 132 (projet) - Dornier 228 - Dornier 228 LM - Dornier Do 231 (projet) - Dornier 328 - Fairchild Dornier 428JET (en) (projet) - Fairchild Dornier 528 (en) (projet) - Fairchild Dornier 728 (en) (projet) - Fairchild Dornier 928 (en) (projet) |

## Album photo des avions Dornier

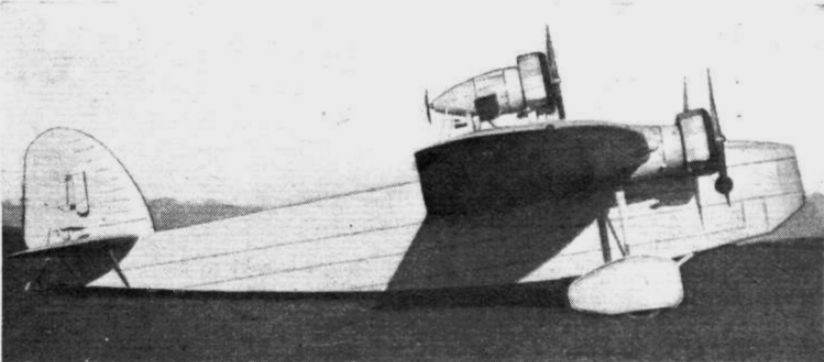
Do-Y
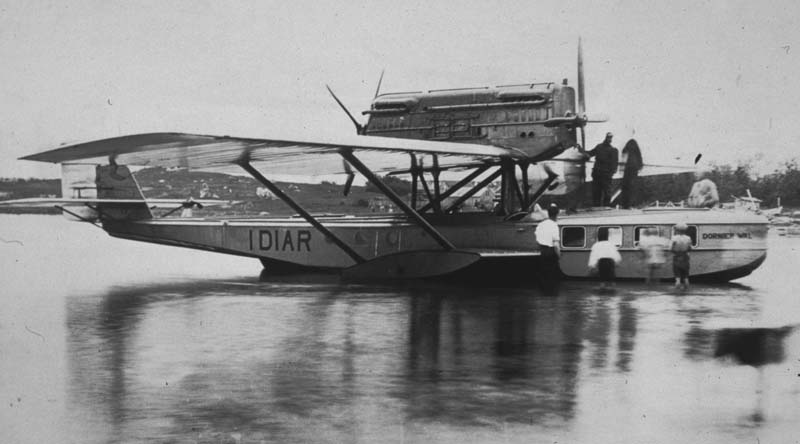
Do J "Wal" (baleine)
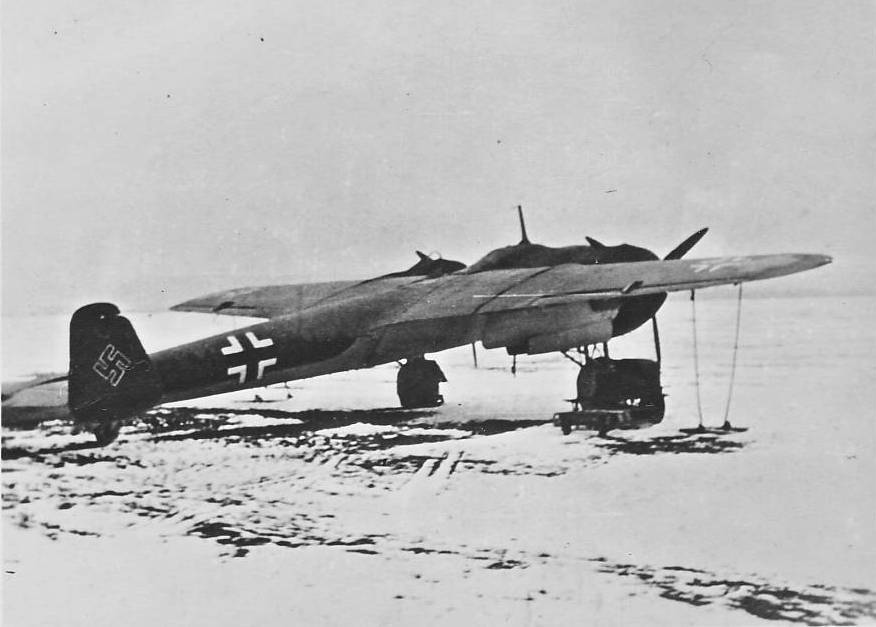
Do 17
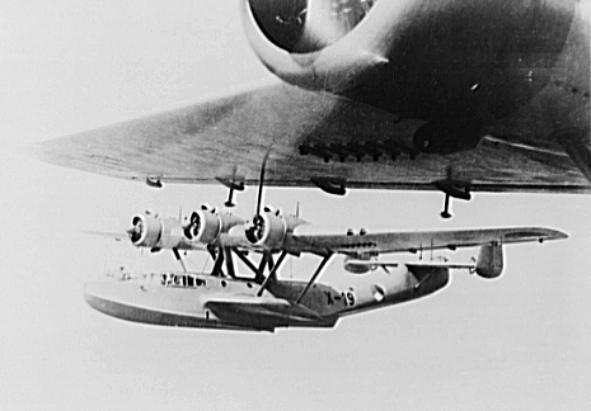
Do 24
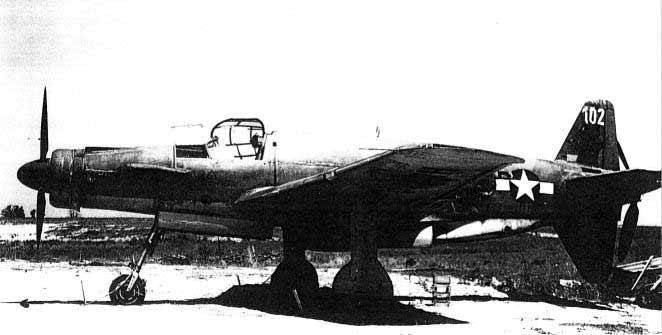
Le Do 335 "Pfeil", 1945
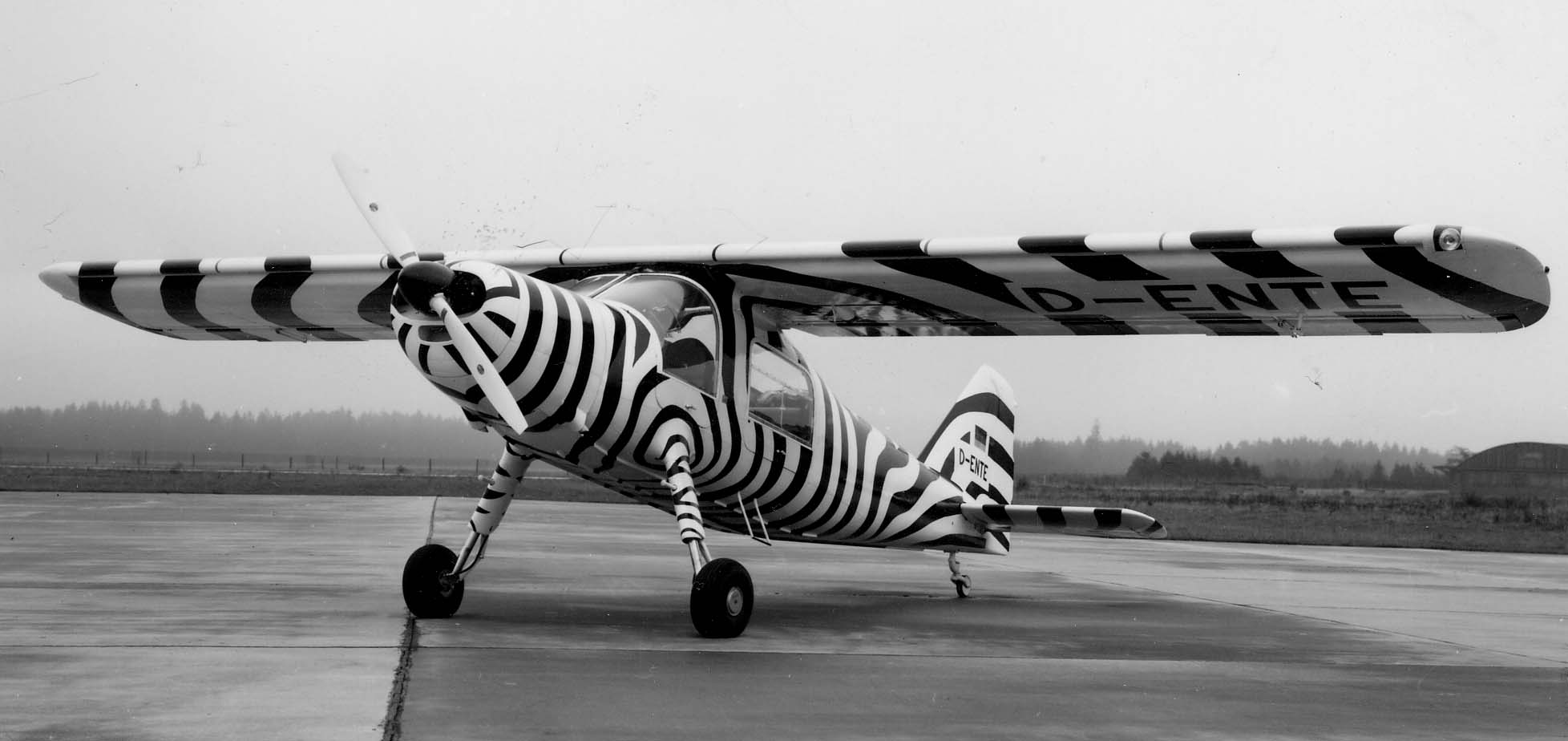
Do 27, 1956
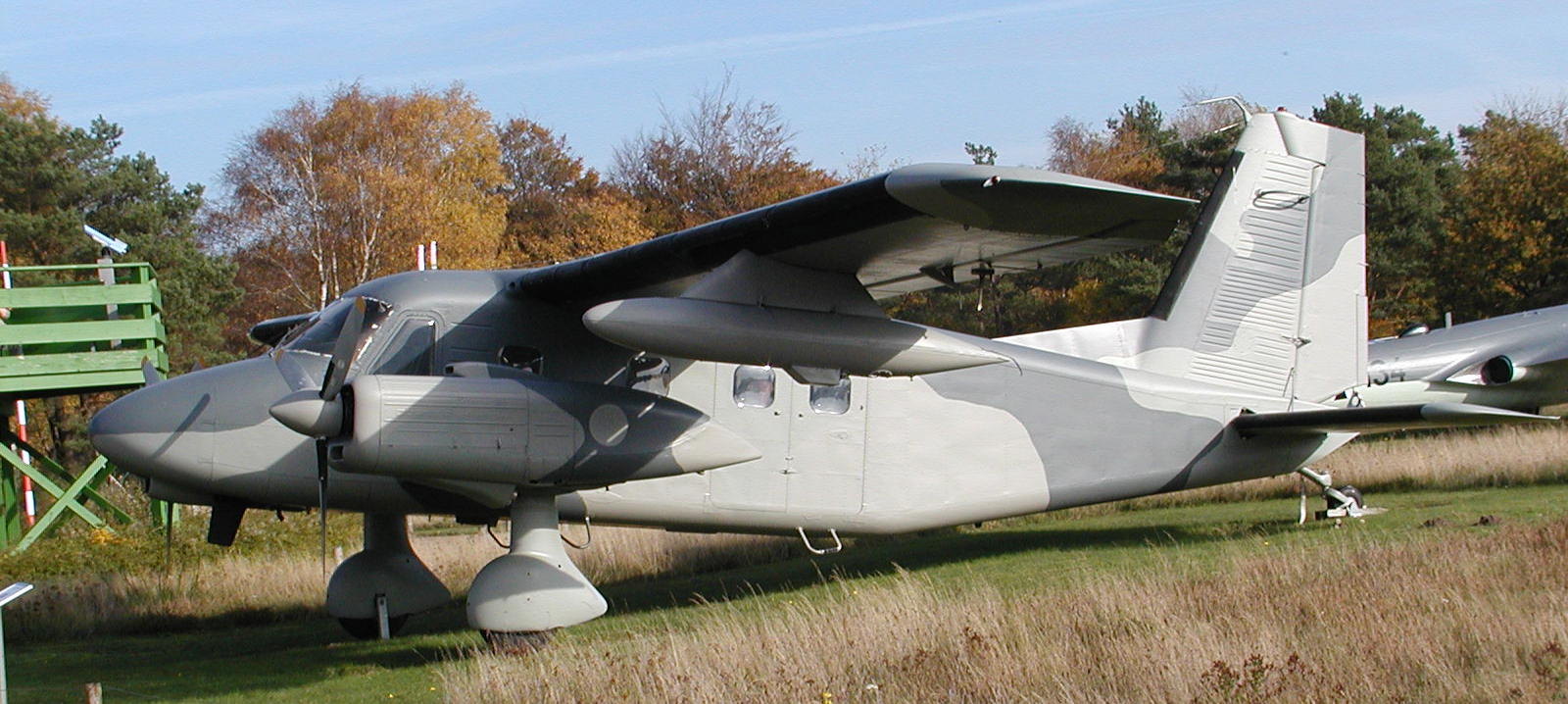
Do 28 "Sky Servant", 1971
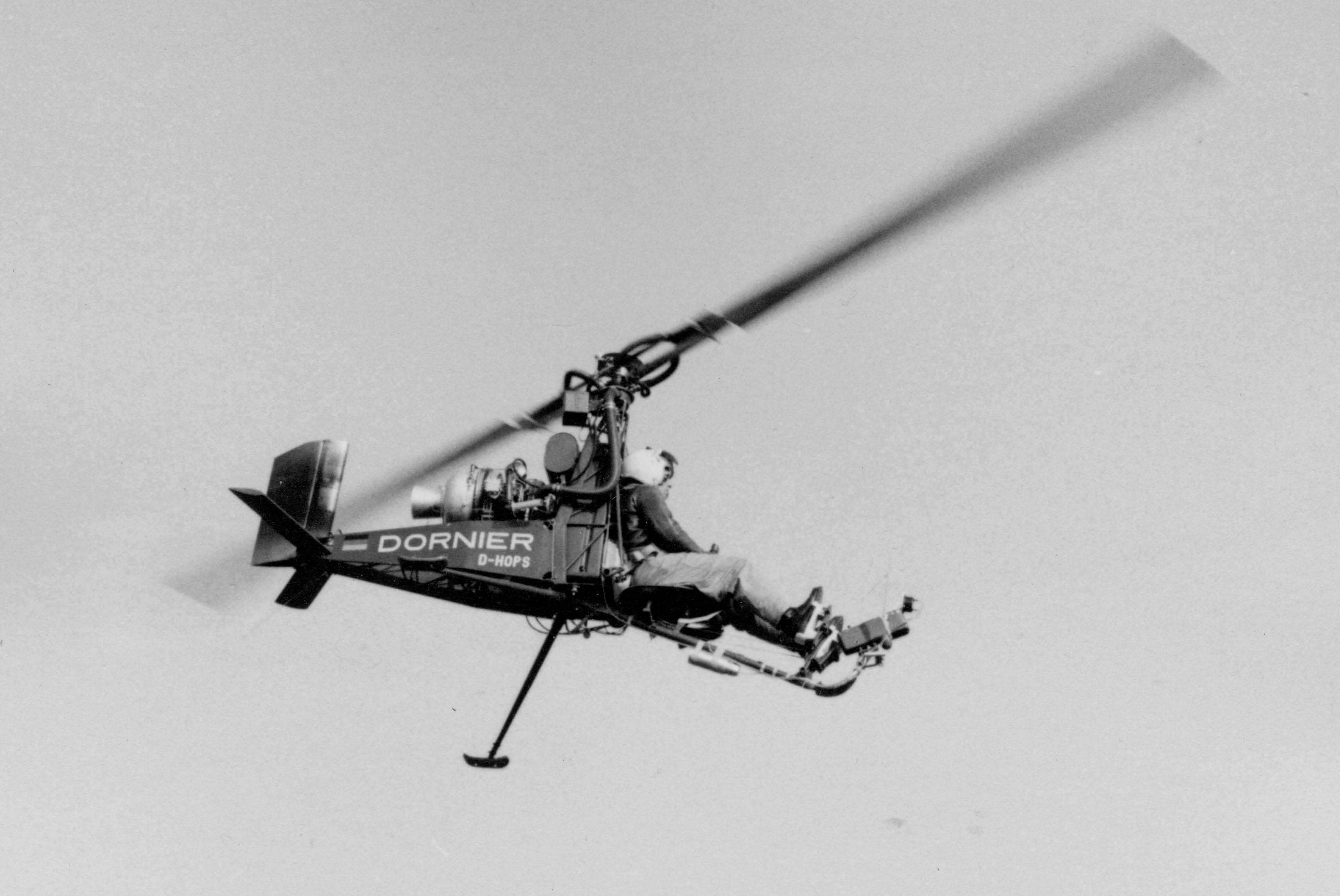
L'hélicoptère ultra-léger Do 32, 1962
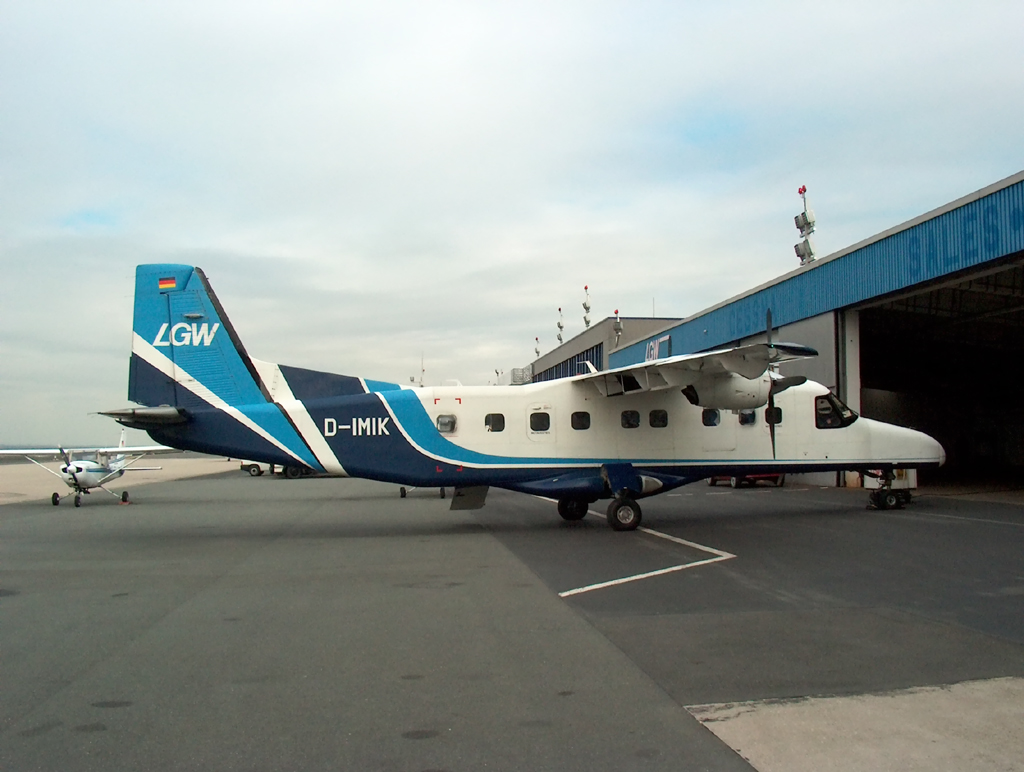
Dornier 228-200, 1981